# Franz Xaver von Linsenmann
Franz Xaver Linsenmann, à partir de 1882 von Linsenmann (né le 28 novembre 1835 à Rottweil et mort le 21 septembre 1898 à Lauterbach, est un théologien moral catholique et évêque élu de Rottenburg.

## Biographie
Linsenmann est le fils d'un cordonnier de Rottweil, il fréquenté le lycée de la ville et étudie la théologie catholique de 1854 à 1858, à Tübingen. Le 10 août 1859, il est ordonné prêtre. Il est d'abord vicaire à Oberndorf am Neckar avant de revenir à Tübingen en tant que repenti en 1861. De 1867 à 1889, il est professeur de théologie morale et pastorale à l'Université Eberhard Karl de Tübingen. En 1889, il devient chanoine de la cathédrale et donc également membre de la Chambre des députés de Wurtemberg. Le 20 juillet 1898, il est élu à l'unanimité évêque de Rottenburg et préconsacré le 5 septembre 1898. Mais il meurt avant son ordination épiscopale lors d'une cure en Forêt-Noire.
Il est enterré dans la crypte de l'église du cimetière de Sülchen. Linsenmann est membre de la société théologique Herzynia de Tübingen.

## Honneurs
- 1872 : Doctorat honoris causa de la faculté de théologie de l'Université de Tübingen
- 1882 Chevalier d'honneur de l'ordre de la Couronne de Wurtemberg[1], qui est associé au titre personnel de noblesse